# Xmal Deutschland
Xmal Deutschland war eine Hamburger Band, die 1980 als All-Girl-Band begann und insbesondere im Ausland Erfolge feiern konnte. Die letzte Veröffentlichung der Band stammt aus dem Jahr 1989.

## Geschichte
Im Jahr 1980 wurde Xmal Deutschland von Anja Huwe (* 21. Juni 1958) (Gesang), Manuela Rickers (Gitarre), Fiona Sangster (Keyboard), Rita Simonsen (Bass) und Caro May (Schlagzeug) in Hamburg gegründet. Ihre erste Single Großstadtindianer wurde ein Jahr darauf von Alfred Hilsbergs Label ZickZack veröffentlicht. Außerdem steuerte die Band den Song Kälbermarsch zum Label-Sampler Lieber zuviel als zuwenig (ZZ 45) bei. Zu dieser Zeit übernahm Wolfgang Ellerbrock den Part von Rita Simonsen.
Im Jahr 1982 schaffte die Band mit Incubus Succubus einen Underground-Klassiker. Caro May wurde von Manuela Zwingmann am Schlagzeug abgelöst. Während sich in Deutschland der Erfolg von Xmal Deutschland in Grenzen hielt, wurden sie in Großbritannien nach einer Tour mit den Cocteau Twins vom Indie-Label 4AD unter Vertrag genommen. 1983 wurden das Debüt-Album Fetisch sowie die Singles Qual und Incubus Succubus II veröffentlicht. Obwohl nur deutsche Texte verwendet wurden, erreichten alle drei Platzierungen in den britischen Independent-Charts.
Manuela Zwingmann verließ die Band nach nur einem Jahr, Nachfolger wurde Peter Bellendir. 1984 kamen die Single Reigen und das zweite Album Tocsin auf den Markt. Die folgende Tournee führte die Band durch ganz Europa und in die Vereinigten Staaten, 1985 nach Japan. Die EP Sequenz mit den Stücken Jahr um Jahr II, Autumn und Polarlicht erschien quasi als Remake der Peel Session, die am 30. April 1985 aufgenommen und am 13. Mai 1985 gesendet wurde. Es fehlt auf Sequenz lediglich Der Wind.
Das folgende Jahr erlebt die Veröffentlichung von Matador, das als einziger ihrer Singles auf Platz 92 die UK Charts erreichte, sowie einen Support-Gig für The Stranglers in der Londoner Wembley Arena. Die dritte LP Viva wurde in Hamburg aufgenommen und erschien 1987 mit der Single Sickle Moon. Auf Viva ist ein hoher Anteil englischsprachiger Songs, unter anderem auch die Vertonung eines Gedichtes von Emily Dickinson.
Nach Viva verließen Manuela Rickers, Fiona Sangster und Peter Bellendir die Band, Anja Huwe und Wolfgang Ellerbrock machten mit Frank Z. (Abwärts) als Gitarrist und Mit-Komponist weiter. Produzent Henry Staroste übernahm die Keyboard-Parts und der deutsche Studio-Schlagzeuger Curt Cress komplettiert das Line-Up. 1989 erschienen die LP Devils und dazugehörigen Singles Dreamhouse und I'll Be Near You.
Anfang der 1990er Jahre spielte die Band ihre letzten Konzerte. 
Anja Huwe ist heute Malerin und lebt in Hamburg und New York City, wo ihre erste Ausstellung vom 10. März bis 15. April 2005 unter dem Titel X-Mal stattfand. Im Jahr 2024 veröffentlichte sie neue Musik auf dem New Yorker Independent-Label Sacred Bones Records, welches auch eine Wiederveröffentlichung früher Singles von Xmal Deutschland ankündigte. Am 9. Mai 2025 veröffentlichte das britische Label 4AD die LP-Box "Gift", welche die Anfang der 80er beim Label erschienenen Alben und EPs in remasterter Version zusammenfasst. Die Band erreichte damit erstmals die Top 20 der deutschen Albumcharts.

## Diskografie

### Alben
- 1983: Fetisch (LP/CD, 4AD CAD 302/CAD 302CD)
- 1984: Tocsin (LP/CD, 4AD CAD 407/CAD 407CD)
- 1987: Viva (LP/CD, eXile XMAL P1)
- 1989: Devils (LP/CD, Metronome)

### Singles und EPs
- 1981: Schwarze Welt (7", ZickZack Records ZZ 31)
- 1982: Incubus Succubus (12", ZickZack Records ZZ 110)
- 1983: Qual (12", 4AD BAD 305)
- 1983: Incubus Succubus II (7", 4AD AD 311)
- 1983: Incubus Succubus II (12", 4AD BAD 311)
- 1984: Reigen (7", DRO-094)
- 1985: Sequenz (7", Red Rhino RRE-1)
- 1985: Sequenz (12", Red Rhino RRET-1)
- 1986: The Peel Sessions (12"/CD, Strange Fruit Records SFPS017, Aufnahme: 30. April 1985, Ausstrahlung: 13. Mai 1985)
- 1986: Matador (7", eXile XMAL 107)
- 1986: Matador (12", eXile XMAL 112)
- 1987: Sickle Moon (7", eXile XMAL 207)
- 1987: Sickle Moon (12", eXile XMAL 212)
- 1988: Dreamhouse (12", Metronome)
- 1989: I'll Be Near You (12", Metronome)

### Samplerbeiträge
- 1981: Kälbermarsch auf Lieber zuviel als zuwenig – ZickZack Sommerhits 81
- 1981: Kälbermarsch auf Deutschland Strike-Back
- 1982: Allein auf Nosferatu
- 1982: Zu jung, zu alt auf Hours
- 1983: Sehnsucht auf Mas Mix
- 1984: Tag für Tag auf Dreams and Desires
- 1992: Incubus Succubus II (Album Version) auf Gothic Rock (Jungle Records)
- 2000: Allein auf Ghostriders of German Gothic II (Schwarzrock)
- 2004: Großstadtindianer auf Punk Rock BRD Volume 2 (Weird System)